# Klaus Strehl
Klaus Strehl (* 27. Juli 1943 in Fulda) ist ein deutscher Politiker der SPD.

## Ausbildung und Beruf
Nach dem Besuch der Volksschule und anschließender Mittlerer Reife 1960 besuchte Klaus Strehl für zwei Jahre die Höhere Handelsschule. 1962 erlangte er die Fachhochschulreife. Von 1962 bis 1965 war er Stadtinspektoranwärter; Diplom-Verwaltungswirt wurde er 1965.
Er durchlief die Verwaltungs- und Wirtschaftsakademie mit dem Abschluss als Diplom-Kommunalbeamter 1970.
Von 1965 bis 1985 war er in der Stadtverwaltung Oberhausen tätig; zuletzt als städtischer Amtsrat. Aus diesem Amt schied er 1985 gemäß Abgeordnetengesetz Nordrhein-Westfalen (AbgG NW) aus.

## Politik
Klaus Strehl seit 1966 Mitglied der SPD. Er ist seit 1969 stellvertretender Vorsitzender des SPD-Ortsvereins Bottrop. Von 1983 bis 1995 war er Vorsitzender des SPD-Unterbezirks Bottrop. Im Rat der Stadt Bottrop ist Strehl seit 1975 und dort seit 1995 Vorsitzender der SPD-Fraktion. Strehl ist seit 2004 Bürgermeister von Bottrop.
Ferner ist er Mitglied des Verwaltungsrates der Stadtsparkasse Bottrop, des Aufsichtsrates der Emscher-Lippe-Energie GmbH und des Beirates Öffentliche Kunden bei der WestLB.
Klaus Strehl war von 1985 bis 2005 direkt gewähltes Mitglied des 10., 11., 12. und 13. Landtags von Nordrhein-Westfalen.